# Имануел Игнац фон Насау-Зиген
Имануел (Емануил) Игнац фон Насау-Зиген (на немски: Immanuel Ignaz von Nassau-Siegen, на нидерландски: Emanuel Ignatius van Nassau-Siegen; * 6 януари 1688, Рурмонд; † 11 август 1735, Брюксел) е офицер на испанска и австрийско-императорска служба и администратор на Насау-Зиген.

## Живот
Той е третият син на княз Йохан Франц Дезидератус фон Насау-Зиген (1627 – 1699) и третата му съпруга баронеса Изабела Клер Евгени де Пугет де ла Сере (1651 – 1714), чийто брак не е признат.
Имануел Игнац е офицер в Испанска Нидерландия. През 1723 г. той е генерал-вахтмайстер и 1733 г. фелдмаршал-лейтенант на австрийската войска.

## Фамилия
Имануел Игнац се жени на 14 май 1711 г. за Шарлота дьо Мели-Несле (* 17 март 1688; † 1769, Поаси). Разделят се през 1718 г. Те имат децата:
- Карл Николаус (1712 – 1712)
- Максимилиан (1713 – 1714)
- Максимилиан Вилхелм Адолф (1722 – 1748), женен за Мари-Мадлен-Амицие де Моншй-Сенарпонт († 1752)